# The Musk Who Fell to Earth
«The Musk Who Fell to Earth» (укр. «Маск, який впав на Землю») — дванадцята серія двадцять шостого сезону мультсеріалу «Сімпсони», прем'єра якої відбулась 25 січня 2015 року у США на телеканалі «Fox».

## Сюжет
Ліса підгодовує птахів зі шпаківні у дворі. Несподівано білоголовий орлан хапає і зжирає всіх птахів. Після того, як Гомер хапає його, сім'я вирішує його виходити і відпустити. Через 4 тижні орла відпускають… однак, несподівано його вбиває космічний апарат, що приземляється у дворі Сімпсонів. З ракети виходить винахідник Ілон Маск.
За спільним обідом, Мардж запитує, що привело Маска у Спрінґфілд? Ілон відповідає, виявляючи, що він шукає натхнення. Для цього Гомер пропонує йому разом відвідати Спрінґфілдську АЕС.
Наступного дня, під час їзди на машині до електростанції, Ілон виявляє, що Гомер є джерелом ідей для нових винаходів своїми «Гомеризмами». На електростанції Ілон у письмовій формі пропонує містерові Бернсу встановити магнітогідродинамічний генератор для збільшення витривалості станції. Коли Бернс безпосередньо зустрічається з Маском, то намагається його найняти, але Ілон відхиляє пропозицію, оскільки «гроші його не хвилюють» (на велике здивування Бернса).
Маск і Бернс оголошують місту, що електростанція розробила нові плани щодо потреб міста в електроенергії. Маск дарує серію самокерованих авто для Спрінґфілда (з яким розважаються Барт з Лісою). Попри прихильність міста до цього, Смізерс залишається підозрілим щодо Ілона Маска. Коли він розповідає Бернсові про свої побоювання, той його проганяє.
На станції Маск оголошує новий квартальний звіт щодо прибутку. В результаті… місто втрачає приблизно 50 мільйонів доларів, що викликає жах Бернса. Маск пояснює Бернсу, що справжнім наміром було врятувати Землю. «Завдяки» Маску, Бернс оголошує своїм працівникам про масові звільнення. Згодом Бернс просить вибачення у постраждалого Смізерса і розкриває план вбити Маска.
Тим часом Гомер засмучений, тому що його колишній друг Маск, зрештою, залишив без роботи багатьох працівників станції. Мардж радить йому м'яко розлучитися з Маском.
Наступного дня, коли Ілон вчергове обговорює з Гомером свої ідеї винаходів, Бернс намагається вбити його. Куля випадково націлена на Гомера, і Маск рятує його. Гомер дякує йому, але зізнається, що хоче розлучитися з Ілоном як з найкращим другом. Обоє востаннє обнімають одне одного. Гомер також дає останнє натхнення Маску: дельфінчик на шоломі «Маямі Долфінс» також носить шолом.
Сім'я Сімпсонів прощається з Маском, і провадить його ракету назад у космос. Однак, він повертається, щоб повернути Лісу, яка спробувала сховатись у ракеті. Щоб загладити смуток дівчинки, він дарує футуристичну шпаківню… і надію на краще.
У фінальній сцені Ілон відходить у відкритий космос, і заявляє, що йому буде чогось не вистачати — наприклад, останньої ідеї Гомера для нього, що звучить тепер лише з голограми…

## Виробництво
В інтерв'ю «Businessweek» виконавчий продюсер Ел Джін заявив, що вони намагалися зробити серію не «задоцілуванням» запрошеної зірки, і насправді епізод містить багато ударів по сприйнятому егоїзму Маска. Маск був шанувальником серіалу, переглядаючи шоу ще з моменту відвідування університету. Він зіграв головну роль у серії після його зустрічі з виконавчим продюсером Джеймсом Бруксом. Брукс був переконаний, що хоче вигадану версію Маска у мультсеріалі.

## Цікаві факти і культурні відсилання
- Наступні серії сезону «My Fare Lady» і «The Princess Guide» об'єднані сюжетною аркою, в якій Спрінґфілдська АЕС втратила гроші через Ілона Маска.

## Ставлення критиків і глядачів
Під час прем'єри серію переглянули 3,29 млн осіб з рейтингом 1.4, що зробило її найпопулярнішим шоу на каналі «Fox» тієї ночі.
Денніс Перкінс з «The A.V. Club» дав серії оцінку C, сказавши:
|  | Серія більше схожа на любовний лист до Маска, ніж на справжній епізод Сімпсонів. Начебто деякі сценаристи Сімпсонів зустріли Маска на виступі TED, були вражені, коли дізналися, що Маск — фанат серіали, і віддали йому епізод шоу. Що було б меншою проблемою, якби серію була добре продуманою і забавною, якби Маск був привабливим комічним персонажем, або якби самі Сімпсони не були зведені до статусу помічників в їх власному шоу. |

Згідно з голосуванням на сайті The NoHomers Club більшість фанатів оцінили серію на 1/5 із середньою оцінкою 1,98/5.